# Simon Rattle
Sir Simon Denis Rattle (født 19. januar 1955 i Liverpool, England) er en engelsk dirigent. Han opnåede berømmelse som dirigent for City of Birmingham Symphony Orchestra og for Berliner Philharmoniker, som han ledede indtil 2018.

## Historie
Det var en opførelse af Mahlers 2. Symfoni, der inspirerede Simon Rattle musikalsk. Han var 11 år, da han bestemte sig for at dirigere. Hans interesse for det 20. århundredes musik blev vakt allerede her.
Som 15-årig fik han samlet sit første professionelle orkester i Liverpool. Samtidig spillede han slagtøj i Merseyside Youth Orchestra, hvor han hurtigt blev kendt som superenergisk med et musisk talent ud over det sædvanlige. Få år senere stod han som dirigent for samme orkester.
I 1971 kom han på Royal Academy of Music London. Det lykkedes ham stort set at undgå klaverundervisningen; til gengæld kunne han komme farende ind i kantinen og spørge, om der var folk, der havde en halv eller hel time til overs til lige at gennemspille Bruckners 7., for den ville han nemlig godt lige prøve at dirigere.
Efter at have prøvet kræfter med bl.a. London Sinfonietta, Nash Ensemblet og BBC Scottish Symphony Orchestra kom turen til Birmingham Symfoniorkester i 1980. Med hård træning, brillant repertoire og en hjælpende hånd fra Birminghams byråd udviklede Rattle orkestret enormt gennem 80' erne og 90'erne.
Samtidig med musik fra det 20. århundredes indstuderede Rattle med stor succes værker af ældre dato, bl.a. med Oplysningstidens Orkester. Ikke på originalinstrumenter, men med datidens opførelsesteknik. Det fik ham til at fremstå som en helstøbt dirigent, der magter det meste. En rolle han har bibeholdt, og som han har høstet stor anerkendelse for.
Han gæstedirigerer verdens bedste orkestre og har vundet internationale priser både for sine EMI indspilninger og for sine koncerter.
Simon Rattle har kontrakt med et af verdens mest prestigefyldte orkestre, Berliner Filharmonikerne frem til 2018 . Her afløses han af Kirill Petrenko.

## Hædersbevisninger og priser
- 1987: Order of the British Empire (CBE).[1]
- 1993: Årets kunstner, musikmagasinet Gramophone.
- 1994: Udnævnt til ridder (eng. Knight Bachelor) af den Engelske Dronning.
- 1996: Tildelt Shakespeareprisen af Alfred Toepfer stiftelsen.
- 1997: Tildelt Albertmedaljen af Royal Society of Arts.
- 2004: Comeniusprisen (Comenius Prize)
- 2005: Schiller Special Prize fra byen Mannheim.
- 2007: Det Gyldne Kamera (fra tysk Goldene Kamera én tysk film/tv-pris), Uraniamedajlen[2] samt udnævnt til international UNICEF ambassadør sammen med Berliner Philhamonikerne[3].
- 2012: Tildelt Léonie Sonnings Musikpris 2013.[4]